# Gesetz
Unter Gesetz versteht man
- inhaltlich (materiell) jede Rechtsnorm, welche menschliches Verhalten regelt.
- förmlich (formell) jeden Willensakt, welcher im Gesetzgebungsverfahren zustande gekommen ist.

Der Gesetzestext ist der konkrete Wortlaut eines Gesetzes. Das durch Gesetz geschaffene Recht heißt Gesetzesrecht.

## Begriff
Der Wortherkunft gemäß bezeichnet der Ausdruck Gesetz etwas Gesetztes, etwas Festgelegtes. Ein Gesetz ist also im eigentlichen Sinn des Wortes eine Festlegung von Regeln. Daher bezeichnet man insbesondere den Vorgang der Gesetzgebung, der aus der entsprechenden der Legislative zugewiesenen Gesetzgebungskompetenz folgt, auch als Rechtsetzung – im Gegensatz zur Rechtsprechung als der Entscheidung von Rechtsstreitigkeiten durch die Gerichte (Judikative) und dem Gesetzesvollzug durch die Verwaltungsbehörden (Exekutive). Laut Duden ist das Gesetz „eine vom Staat festgesetzte, rechtlich bindende Vorschrift“. Von dem Verb setzen leitet sich zudem der Begriff des positiven Rechts ab.

## Allgemeines
Die juristische Fachsprache unterscheidet zwischen dem Gesetz im materiellen Sinne und dem Gesetz im formellen Sinne. Der Gesetzesbegriff ist immer mit der politischen Struktur der jeweiligen Gemeinschaft verbunden, für welche das Gesetz gilt. Auch Gesetze selbst benutzen das Wort Gesetz, ohne es zu präzisieren. So ist in Art. 2 Abs. 2 GG ein förmliches Gesetz, in Art. 3 Abs. 1 GG jedoch ein materielles Gesetz gemeint. Der Blick in ein bestimmtes Gesetz erfordert genaue Kenntnis der verfassungsrechtlichen Gesetzgebungskompetenzen (Art. 70 ff., Art. 105 GG), woraus sich ergibt, ob eine bestimmte Regelungsmaterie durch Bundes- oder/und Landesrecht angeordnet werden kann. Das gilt meist auch international bei dezentral organisierten Staaten. Da die Gerichte bei der Kontrolle der Exekutive an das Gesetz gebunden sind (Art. 20 Abs. 3 GG), dürfen sie ihren Entscheidungen nur materielles Recht (Verfassungsrecht, förmliche Gesetze, Rechtsverordnungen, autonome Satzungen und auch Gewohnheitsrecht) zugrunde legen.

## Geschichte
Als älteste überlieferte Rechtssammlung gilt der Codex Ur-Nammu, der auf etwa 2100 v. Chr. datiert wird. Einer römischen Legende nach seien um 450 v. Chr. in Rom die Zwölftafelgesetze geschaffen worden, die laut Gregor Kirchhof die erste auf allgemeine Regelungen ausgerichtete Kodifikation gewesen seien, sie sind nicht überliefert oder erhalten. Das römische Recht war in der ausgehenden Spätantike (533/534 n. Chr.) im Corpus Iuris Civilis aufgezeichnet worden. Der Begriff des Gesetzes wurde in der Antike von Platon und Aristoteles geprägt (Nomoi als Tugend), für Aristoteles war die Allgemeinheit das Wesensmerkmal eines Gesetzes. Nach weitgehend unbestrittener Ansicht kam es in vielen griechischen Gemeinwesen des Mutterlandes, Kleinasiens, Siziliens und der Magna Graecia im 6. Jahrhundert zu einer Feststellung des Rechtes durch schriftliche Fixierung der Gesetze, die öffentlich gemacht und dadurch allgemein zugänglich wurden.

## Unterscheidung Gesetz und Recht
Historisch sind Recht und Gesetz zu unterscheiden. Der Kern des Rechts liegt in dem römisch-rechtlichen Richterrecht, das dann durch Justinian (corpus iuris civilis) eine Kodifizierung erfahren hat (s. o.). Der Begriff des Gesetzes geht auf die Magna Carta von 1215 zurück, wonach nur das Parlament die Zustimmung zu einer Steuererhebung erteilen konnte. Dieser Begriff des Gesetzes kennzeichnet das öffentliche Recht. Die heutige Unterscheidung von Recht und Gesetz orientiert sich noch weitgehend an dieser unterschiedlichen Herkunft der Begriffe.

## Arten
Nicht nur Gesetze, die als solche bezeichnet werden (Bürgerliches Gesetzbuch), sondern auch andere Rechtsnormen haben Gesetzescharakter. Die Rechtsverordnung befreit ein vorgeschaltetes, abstrakteres Gesetz von technischen Details und entlastet es von fallspezifischen Anordnungen. Ein Ermächtigungsgesetz überträgt die rechtsetzende Gewalt der Legislative auf die Exekutive bis hinunter auf Behördenebene (Art. 80 Abs. 1 GG). Allgemeine Verwaltungsvorschriften und sonstige Anweisungen, durch die eine vorgesetzte Behörde verwaltungsintern auf ein einheitliches Verfahren oder eine bestimmte Ermessensausübung, aber auch auf eine bestimmte Gesetzesauslegung und -anwendung durch die ihr nachgeordneten Behörden hinwirkt, sind jedoch keine Gesetze im Sinne des Art. 20 Abs. 3 GG und des Art. 97 Abs. 1 GG. Die Gerichte sind an das Gesetz gebunden und dürfen ihren Entscheidungen also nur materielles Recht – Verfassungsrecht, förmliche Gesetze, Rechtsverordnungen, autonome Satzungen und auch Gewohnheitsrecht – zugrunde legen.
Im Regelfall sind Gesetze auf Dauer angelegt. Es gibt jedoch auch Gesetze, die nur zeitlich befristet gelten sollen. Es handelt sich um Zeitgesetze, die bewusst vom Gesetzgeber nur für einen bestimmten Zeitraum erlassen werden und danach ihre Wirksamkeit verlieren (wie etwa die jährlichen Haushaltsgesetze, Steueränderungsgesetze).

## Gesetze im materiellen und im formellen Sinn
Das Begriffspaar Gesetz im materiellen Sinne und Gesetz im formellen Sinne darf nicht mit dem Begriffspaar „formelles Recht“ und „materielles Recht“ verwechselt werden. In der juristischen Fachsprache wird hier das Adjektiv „materiell“ im alltagssprachlichen, übertragenen Sinne von „Materie, Thema oder Gegenstand einer Untersuchung, einer Wissenschaftsrichtung oder eines Unterrichtsfachs“ verwendet. Gemeint ist „inhaltlich“, im Sinne des Gegensatzes von „Inhalt und Form“.

### Gesetz im materiellen Sinn
Gesetz im materiellen Sinn (auch: materielles Gesetz) ist jede generell-abstrakte Regelung mit Außenwirkung (Rechtsnorm).
Das ist jede Maßnahme eines Trägers öffentlicher Gewalt, die darauf gerichtet ist, in einer unbestimmten Vielzahl von Einzelfällen bestimmte Rechtsfolgen herbeizuführen, die sich nicht ausschließlich innerhalb dieses Trägers öffentlicher Gewalt auswirken und in diesem Sinne sogenannte Außenwirkung entfalten.
Gesetze im materiellen Sinne sind daher beispielsweise die 16. Verordnung zur Durchführung des Bundes-Immissionsschutzgesetzes (BImSchG), die kommunale Abwassergebührensatzung oder die ordnungsbehördliche Verordnung über die Benutzung öffentlicher Straßen. Kein Gesetz im materiellen Sinne ist dagegen eine Verwaltungsvorschrift, da sich ihre Rechtswirkungen auf den Innenbereich des erlassenden Trägers öffentlicher Gewalt beschränken. Ebenso wenig Gesetz im materiellen Sinne ist die Baugenehmigung, da sie Rechtsfolgen nicht für eine unbestimmte Vielzahl von Einzelfällen, sondern allein für einen einzigen ganz bestimmten Lebenssachverhalt (nämlich ein individuelles Bauvorhaben) entfaltet. Auch die DIN-Norm ist kein Gesetz. Weder ist das Deutsche Institut für Normung ein Träger öffentlicher Gewalt noch ist die DIN-Norm darauf gerichtet, aus sich heraus Rechtsfolgen irgendwelcher Art herbeizuführen.

### Gesetz im formellen Sinn
Gesetz im formellen Sinn (auch: formelles Gesetz, Parlamentsgesetz) ist jede Maßnahme, die in einem Verfahren zustande gekommen ist, das von Verfassungs wegen für den Erlass von Gesetzen vorgesehen ist, von den in der Verfassung dazu bestimmten Organen erlassen worden ist und die in der Verfassung für Gesetze bestimmte Form hat. Gesetz im formellen Sinn ist daher regelmäßig nur diejenige Maßnahme, die vom Parlament in einem Gesetzgebungsverfahren beschlossen und im Gesetzblatt bekannt gemacht worden ist. Beispiele: Das Bürgerliche Gesetzbuch ist daher ein formelles Gesetz, nicht aber die 16. Verordnung zur Durchführung des Bundes-Immissionsschutzgesetzes.

### Unterschiede
Die beiden Begriffe sind nicht deckungsgleich. Das Gesetz im formellen Sinn kann, aber muss nicht zwingend auch ein Gesetz im materiellen Sinn sein. So dürfte beispielsweise das Magnetschwebebahnbedarfsgesetz, das ausschließlich die Feststellung enthielt, dass Bedarf für eine Magnetschwebebahnverbindung von Hamburg nach Berlin bestehe, kaum als materielles Gesetz anzusehen sein, weil es nicht eine unbestimmte Vielzahl von Einzelfällen, sondern einen ganz individuellen Lebenssachverhalt betraf. Umgekehrt ist nicht jedes Gesetz im materiellen Sinn auch ein Gesetz im formellen Sinn. Letzteres gilt für Verordnungen und Satzungen seitens der öffentlichen Verwaltung.
Beispiele
Sowohl formelle als auch materielle Gesetze sind das Bürgerliche Gesetzbuch (BGB) oder das Straßenverkehrsgesetz (StVG).
Nur materielle Gesetze sind die Straßenverkehrsordnung (StVO) (erlassen vom Bundesverkehrsministerium auf Grundlage des StVG) oder eine kommunale Hundesteuersatzung (erlassen von der Gemeinde auf Grundlage des Kommunalabgabengesetzes des jeweiligen Bundeslandes).
Nur formelle Gesetze sind das Haushaltsgesetz (Art. 110 Abs. 2 Grundgesetz) oder § 2 Abs. 1 Berlin/BonnG: Sitz des Deutschen Bundestages ist die Bundeshauptstadt Berlin.

## Gesetzgebung
Die Gesetzgebungsverfahren in Demokratien unterscheiden sich nur gering. Meist wird in den zuständigen Parlamenten oder Abgeordnetenhäusern ein Gesetzesantrag eingebracht (Gesetzesinitiative), welcher von parteiübergreifenden Fachgremien ausgearbeitet und anschließend zur Abstimmung vorgelegt wird. Damit ein Gesetz rechtswirksam ist, muss ein festgelegter Verfahrensweg eingehalten werden.
Die Gesetzgebung ist der Legislative vorbehalten. Sie kann die Exekutive ermächtigen, untergesetzliche Normen – Rechtsverordnungen und Satzungen – zu erlassen. Je nach Ausformung der Demokratie sind plebiszitäre Elemente („Volksgesetzgebung“) denkbar.

## Systematik und Inhalt eines Gesetzes
International und in Deutschland hat sich der Gesetzgeber für eine numerisch gegliederte Einteilung eines Gesetzes entschieden, die mit Paragrafen oder Artikeln bezeichnet wird. In dieser Form werden dann gesetzliche Bestimmungen im Einzelnen zitiert (z. B. § 266 BGB). Dabei beginnen die meisten Gesetze häufig mit der Abgrenzung ihres Geltungsbereichs, der durch eine Legaldefinition der verwendeten Begriffe näher beschrieben werden kann. Weitere Untergliederungen in detaillierte Sachgebiete können Abschnitte, Titel und Untertitel sein. Gesetze bedienen sich einer Gesetzessprache, die oft nicht mit der Umgangssprache übereinstimmt. Nach § 42 Abs. 5 Satz 1 GGO müssen Gesetze sprachlich richtig und möglichst für jedermann verständlich gefasst sein. Wer Rechtsvorschriften formuliert, muss sie sprachlich so genau fassen, wie es nach der Eigenart der zu ordnenden Lebenssachverhalte mit Rücksicht auf den Normzweck möglich ist. Die Betroffenen sollen auf Grund der gesetzlichen Regelung in der Lage sein, den rechtlichen Rahmen ohne juristische Beratung zu erkennen und ihr Verhalten entsprechend auszurichten. Aber auch Juristen müssen häufig im Wege der Auslegung den Gesetzesinhalt klären, auch dann, wenn der Gesetzgeber bewusste oder unbewusste Gesetzeslücken hinterlassen hat. Der systematische Aufbau eines Gesetzes beinhaltet Normen, die durch Verbote, Gebote und Kann-Bestimmungen kodifiziert werden. Gesetze befassen sich zunächst mit dem Tatbestand, an den die Rechtsfolge anknüpft.
Auch heute noch ist die Veröffentlichung eines Gesetzes in offiziellen Publikationen (Bundesgesetzblatt, Bundesblatt etc.) die Rechtsgrundlage für die deklaratorische Rechtswirksamkeit eines Gesetzes, während die konstitutive Rechtswirksamkeit mit seinem Inkrafttreten beginnt. Die Regelung des Inkrafttretens gehört zu den Schlussbestimmungen eines Gesetzes. Der Rechtsgrundsatz Nulla poena sine lege („Keine Strafe ohne Gesetz“) verbietet die Rückwirkung von Strafvorschriften, so dass solche nur vom Tag des Inkrafttretens an für die Zukunft gelten können.

## Rangfolge (Normenhierarchie)
Zwischen verschiedenen (materiellen) Gesetzen besteht eine Rangfolge in der Weise, dass das jeweils untergeordnete Gesetz den inhaltlichen Vorgaben des übergeordneten Gesetzes, auf dem es beruht, entsprechen muss (sogenannte Normenhierarchie). Im innerstaatlichen Recht steht die Verfassung an der Spitze; in ihr die Normen, die mit der sogenannten Ewigkeitsgarantie ausgestattet sind. Unter der Verfassung stehen die formellen Gesetze (so genannte einfache Gesetze), hierunter die Verordnungen und Satzungen. Recht, das den übergeordneten Normen nicht entspricht, ist üblicherweise nichtig (zur Ausnahme in der Schweiz bezüglich Bundesgesetzen siehe im Artikel Verfassungsgerichtsbarkeit unter Schweiz). In Deutschland kann bei nachkonstitutionellen Gesetzen im formellen Sinne die Nichtigkeit nur vom Bundesverfassungsgericht bzw. dem zuständigen Landesverfassungsgericht ausgesprochen werden (Verwerfungsmonopol).

## Zahl der Gesetze
In der Bundesrepublik Deutschland gab es im Jahr 2022 insgesamt 1.773 Bundesgesetze mit 50.738 Paragraphen und 2.795 Bundesrechtsverordnungen mit 42.590 Paragraphen. Hinzu kommen die Gesetze und Rechtsverordnungen der sechzehn Länder.
31,5 % aller deutschen Gesetze beruhen der Bundestagsverwaltung zufolge auf Vorgaben der Europäischen Union. Dabei ist die Verteilung innerhalb der Ressorts jedoch sehr unterschiedlich. Während im Innenministerium 23 % aller Gesetze durch die EU veranlasst waren, kam das Wirtschaftsressort auf 38 %.
Auf Ebene der Europäischen Union (EU) bestanden im Jahr 2011 etwa 32.000 Rechtsakte. Davon waren insgesamt 1.844 Richtlinien oder Rahmengesetze sowie 8.471 Verordnungen.

## Gesetze in den Wissenschaften außerhalb der Rechtswissenschaft
Gesetze im Rechtswesen gelten meist lediglich in einem bestimmten nationalen Rechtsgebiet, ausnahmsweise gibt es auch supranationales Recht wie das UN-Kaufrecht oder EU-Recht. Außerhalb der Rechtswissenschaft (hier gibt es formale Gesetze) spricht man in den übrigen Wissenschaften von einem Gesetz, wenn aus einer Theorie orts-, zeit- und kulturunabhängige allgemeingültige Aussagen abgeleitet werden, die weltweit dauerhaft gelten. Gesetze sind in der Naturwissenschaft ausnahmslos geltende Regeln für den Ablauf des Geschehens, sie gelten daher weltweit. Hierzu gehören etwa physikalische Gesetze wie das Gaußsches Gesetz, das Faradaysche Gesetze oder das ohmsche Gesetz (Naturwissenschaften), die jeweils aus einer Theorie abgeleitet wurden. Die reine Form von Gesetzen stellen die Naturgesetze dar. Doch auch allgemein anerkannte Naturgesetze wie die Keplerschen Gesetze gelten nicht uneingeschränkt, weil komplizierende Einflüsse auch Störungen dieser Gesetze der Planetenbewegung mit sich bringen.
In den Wirtschaftswissenschaften ist Gesetz die Bezeichnung für solche Feststellungen über Zusammenhänge, die durch empirische Evidenz als gesichert angenommen werden können. Sie beruhen auf unvollständiger Induktion oder auf (vorzeitiger) Generalisierung, so dass ihnen eher die Bezeichnung „vorläufige Annahme“ oder Hypothese zukommen würde. Aussagen über Gesetzmäßigkeiten sind wesentlicher Bestandteil von Theorien. Gesetze sind (zumindest kurzfristig) unveränderliche Zusammenhänge zwischen bestimmten Erkenntnissen nach dem Muster „immer wenn x, dann y“. Gesetzmäßigkeiten sind beobachtete Regelmäßigkeiten, die begründet wurden und in einen Theoriezusammenhang eingeordnet werden können. Zu den wirtschaftswissenschaftlichen Gesetzen gehören unter anderem das Bevölkerungsgesetz, Bodenertragsgesetz, Gesetz der Massenproduktion, Greshamsches Gesetz oder Wagnersches Gesetz. Ludwig von Mises zufolge strebe die Nationalökonomie „nach allgemeingültigen Gesetzen des menschlichen Handelns“, also „nach Gesetzen, die Geltung beanspruchen ohne Rücksicht auf Ort, Zeit, Rasse, Volkstum oder Klasse der Handelnden“. Gesetz ist, was keine Ausnahmen zulässt, „Regel“ ist, was Ausnahmefälle zu denken erlaubt.
Denkgesetze sind logische Regeln, Gesetzmäßigkeiten oder Grundsätze; sie wurden als Naturgesetze des Denkens betrachtet. Rechtsprechung und Fachliteratur gehen davon aus, dass Verletzungen von Denkgesetzen bei der Urteilsbegründung geeignet sind, das Gerichtsurteil anfechtbar zu machen.

## International
In anderen Ländern mit rechtsstaatlicher Verfassung erfüllen Gesetze (englisch act/statute/law, französisch loi, italienisch legge, griechisch νόμος nómos) materiell und formell dieselben Voraussetzungen. Sie beruhen allerdings auf unterschiedlichen Rechtskreisen. Zum deutschen Rechtskreis gehören Österreich, die Schweiz, Liechtenstein, Luxemburg sowie Griechenland. Das französische Recht basiert auf dem Code civil, das angelsächsische (insbesondere Großbritannien und die USA) auf dem Common Law, das islamische fußt auf der Scharia, einer rein religiös begründeten Gesetzgebung. Wo unterschiedliche Rechtskreise und Gesetzesnormen bei Auslandsberührung kollidieren, kommt das Internationale Privatrecht zum Einsatz.